# 3Dデンチャー
3Dデンチャー（すりーでぃーでんちゃー）とは、3DCGや3DCADなどにより設計された総義歯の総称。3DCD(3 Dimensional Complete Denture)と称する場合もある。
CAD/CAM製作による義歯やDigital Dentureと呼ばれるものがこれにあたる。現時点では、口腔内の印象採得と咬合採得が必要であり、口腔外でスキャンした3次元情報をソフトで解析し、デザイン設計したものをミリングマシンや3Dプリンタにより完成する方式である。2013年8月31日現在、国内では未認可。米国ではすでに臨床化されており、一定の情報は公開されている。

## 概要
咬合採得を含んだ上下の印象体をスキャンして製作した3Dデータを数値的に3次元解析してから義歯設計をする。そのため、石膏模型や咬合器の必要はない。クリニカルでの1回の診療を1stepとするならば、印象・咬合採得と装着の2回で済む2step法が大きな特徴である。

## 現行法との比較
現行法の総義歯製作は、概形印象から精密印象を経て、ロウ堤による咬合採得、試適、装着と5stepもしくはGoAやChBなどの運動要素の記録を含む6stepが一般的である。stepに応じてラボサイドでの工程が付帯する。
またBPS(Ivoclar Vivadent社)は現行法に対して1～2step減じ4stepである。3Dデンチャーの2stepに技工操作はない。